# Тейлор (округ, Западная Виргиния)
Округ Тейлор (англ. Taylor County) располагается в США, штате Западная Виргиния. Официально образован 19-го января 1844 года, получил своё название в честь американского политического и государственного деятеля Джона Тейлора Каролинского. По состоянию на 2012 год, численность населения составляла 16 991 человек.

## География
По данным Бюро переписи США, общая площадь округа равняется 456 км², из которых 448 км² суша и 8 км² или 1,7 % это водоёмы.

### Соседние округа
- Мононгейлия (Западная Виргиния) — север
- Престон (Западная Виргиния) — восток
- Барбор (Западная Виргиния) — юг
- Гаррисон (Западная Виргиния) — запад
- Марион (Западная Виргиния) — северо-запад

## Население
По данным переписи населения 2000 года в округе проживает 16 089 жителей в составе 6 320 домашних хозяйств и 4 487 семей. Плотность населения составляет 36 человек на км². На территории округа насчитывается 7 125 жилых строений, при плотности застройки 16 строений на км². Расовый состав населения: белые — 98,07 %, афроамериканцы — 0,83 %, коренные американцы (индейцы) — 0,19 %, азиаты — 0,17 %, гавайцы — 0,04 %, представители других рас — 0,06 %, представители двух или более рас — 0,63 %. Испаноязычные составляли 0,59 % населения независимо от расы.
В составе 30,9 % из общего числа домашних хозяйств проживают дети в возрасте до 18 лет, 56,4 % домашних хозяйств представляют собой супружеские пары проживающие вместе, 10,9 % домашних хозяйств представляют собой одиноких женщин без супруга, 29 % домашних хозяйств не имеют отношения к семьям, 25,5 % домашних хозяйств состоят из одного человека, 12,6 % домашних хозяйств состоят из престарелых (65 лет и старше), проживающих в одиночестве. Средний размер домашнего хозяйства составляет 2,47 человека, и средний размер семьи 2,95 человека.
Возрастной состав округа: 22,9 % моложе 18 лет, 7,9 % от 18 до 24, 28,5 % от 25 до 44, 24,9 % от 45 до 64 и 15,8 % от 65 и старше. Средний возраст жителя округа 39 лет. На каждые 100 женщин приходится 95,7 мужчин. На каждые 100 женщин старше 18 лет приходится 92,9 мужчин.
Средний доход на домохозяйство в округе составлял 27 124 USD, на семью — 32 222 USD. Среднестатистический заработок мужчины был 29 349 USD против 20 116 USD для женщины. Доход на душу населения составлял 13 681 USD. Около 15,3 % семей и 20,3 % общего населения находились ниже черты бедности, в том числе — 27 % молодежи (тех кому ещё не исполнилось 18 лет) и 16,1 % тех кому было уже больше 65 лет.